# Buick (chinesische Automarke)

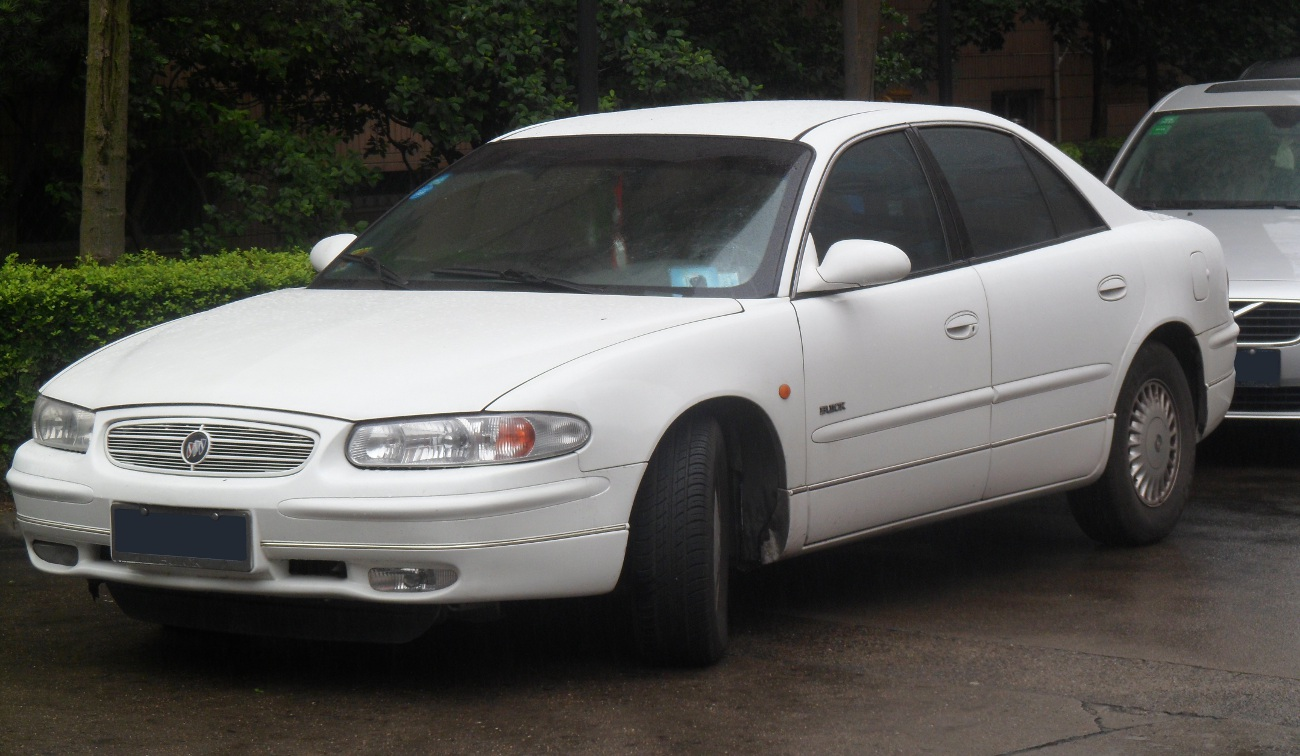
Buick Century

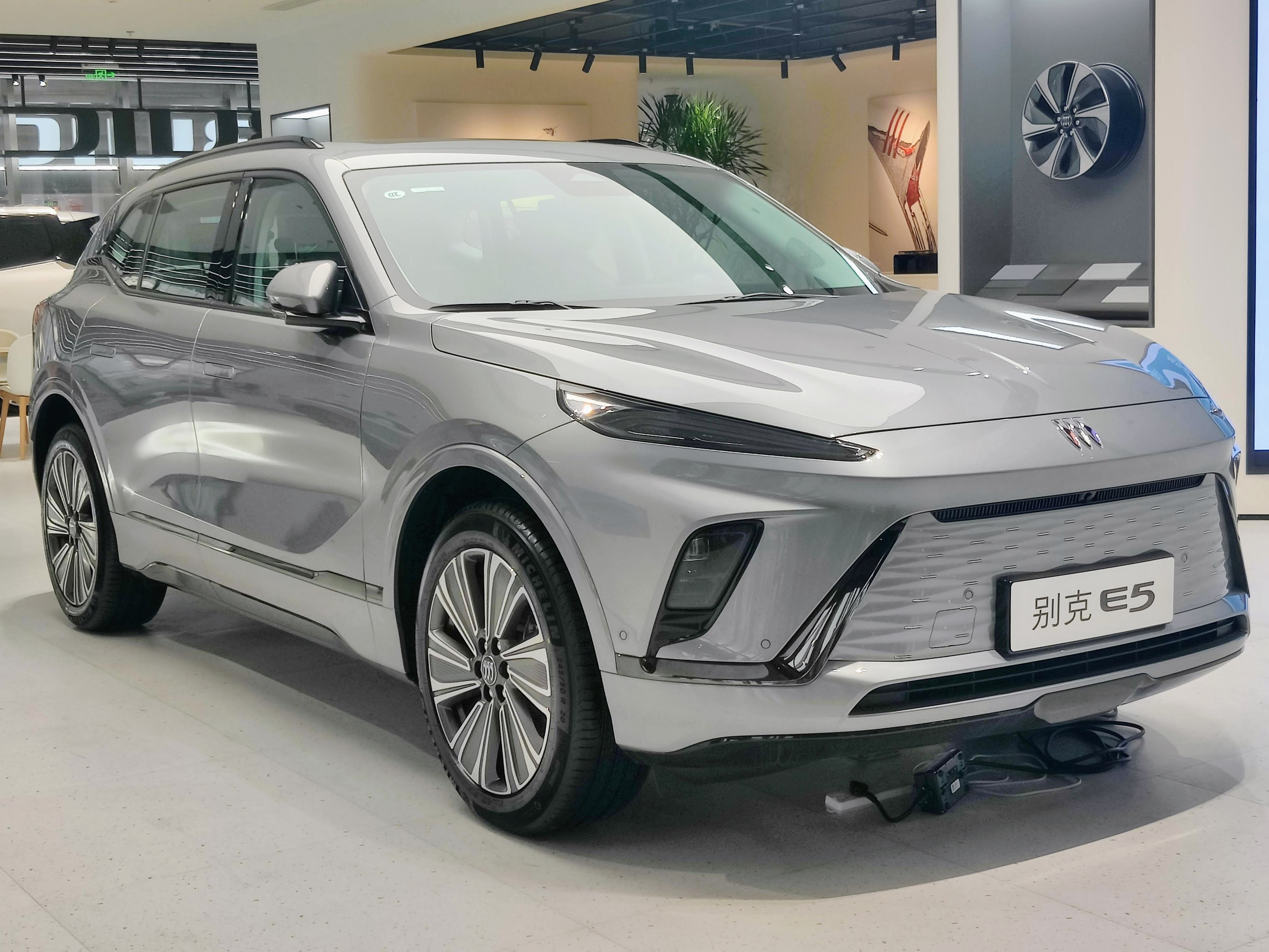
Buick Electra E5

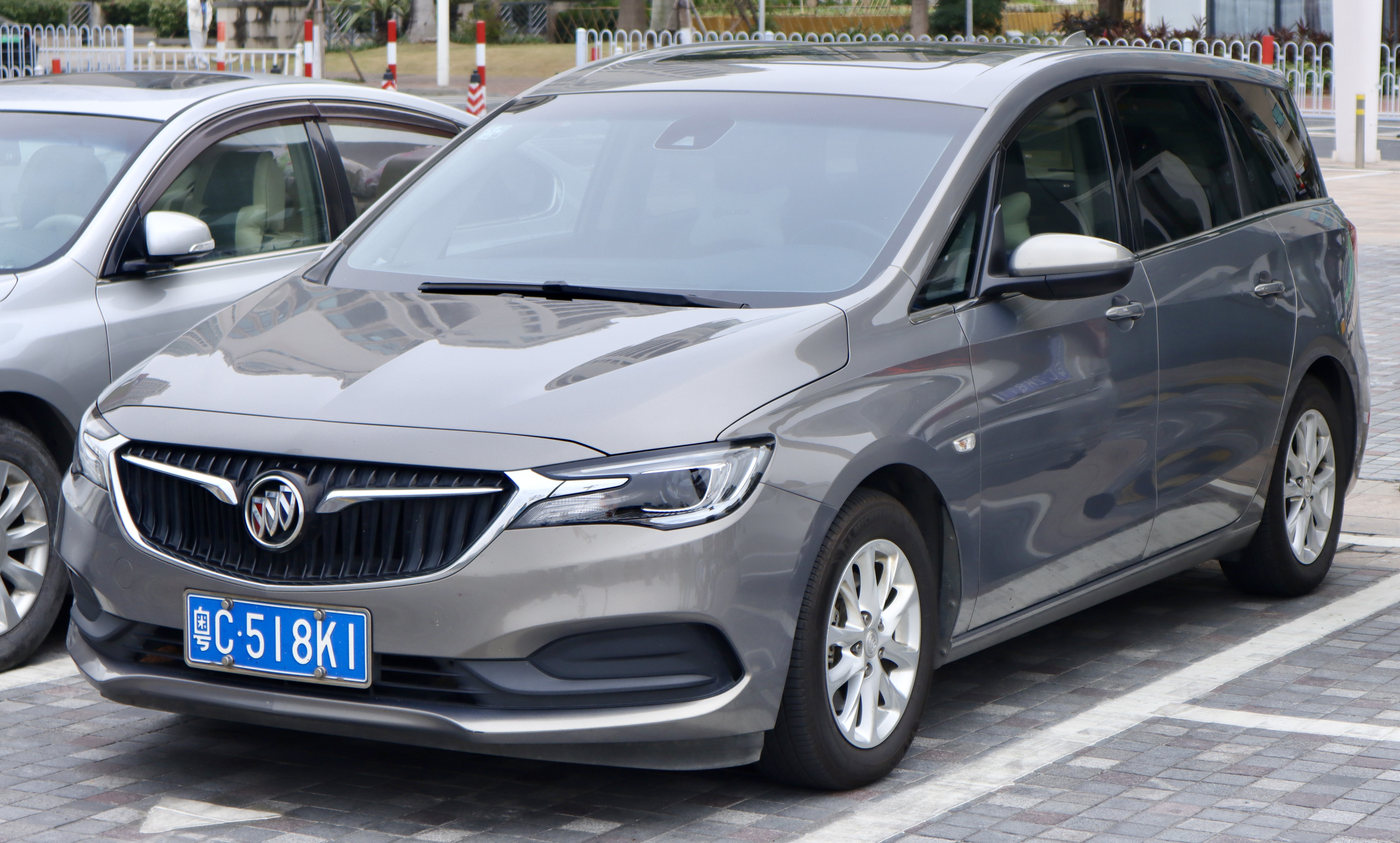
Buick GL6

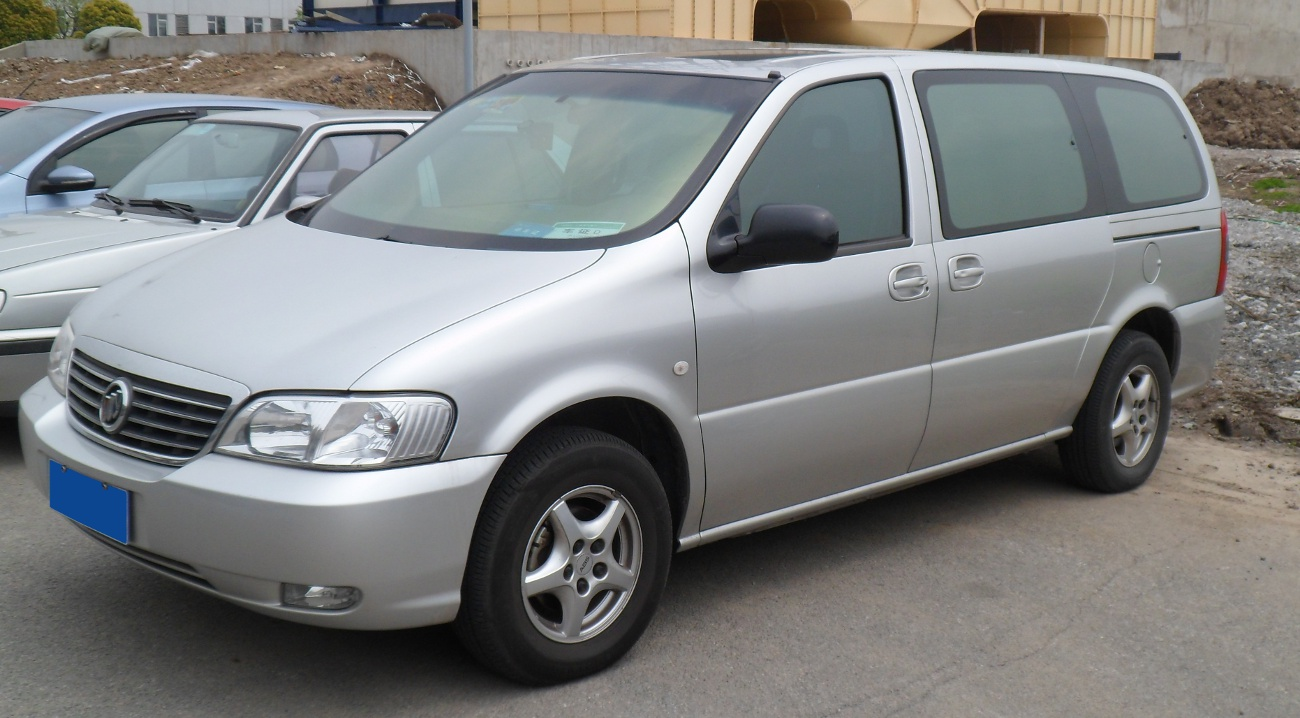
Buick GL8

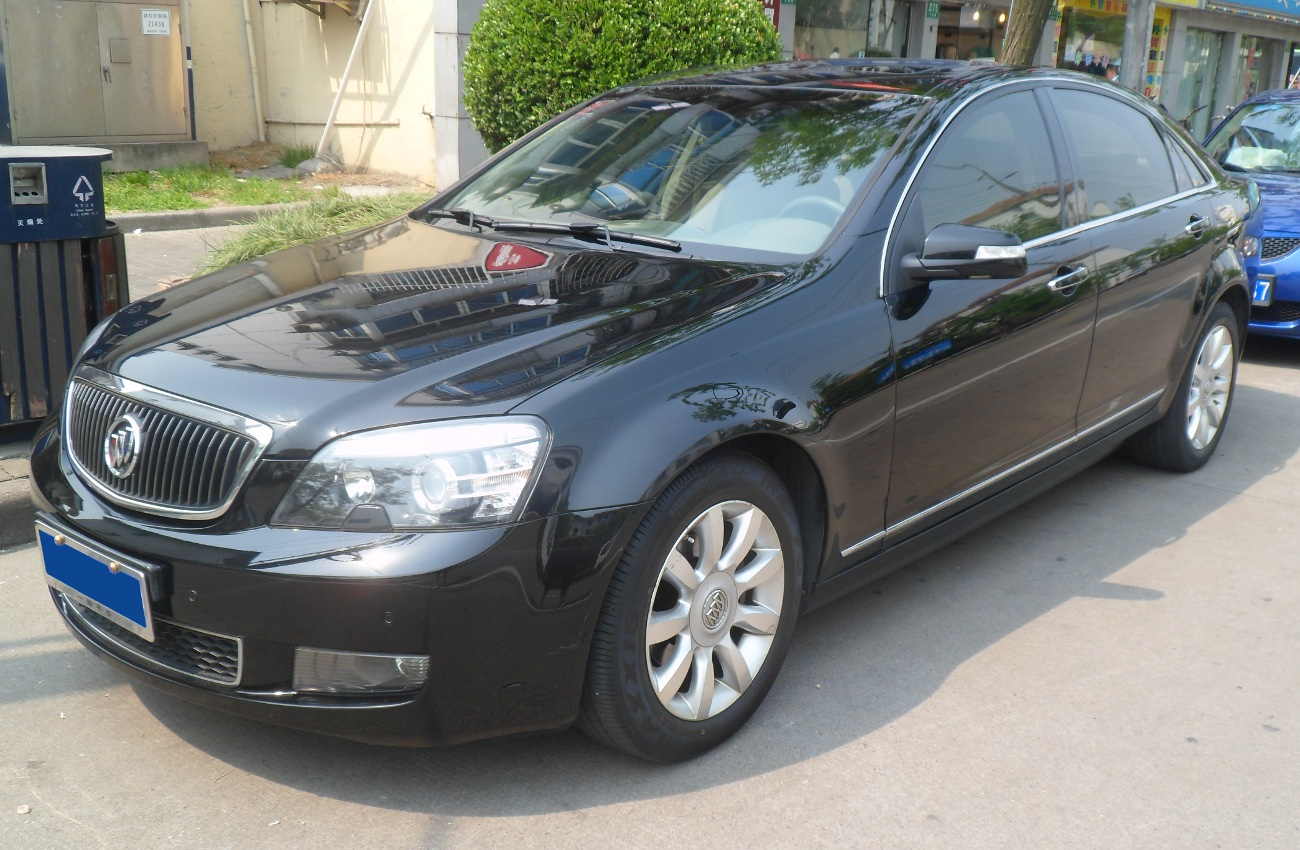
Buick Park Avenue

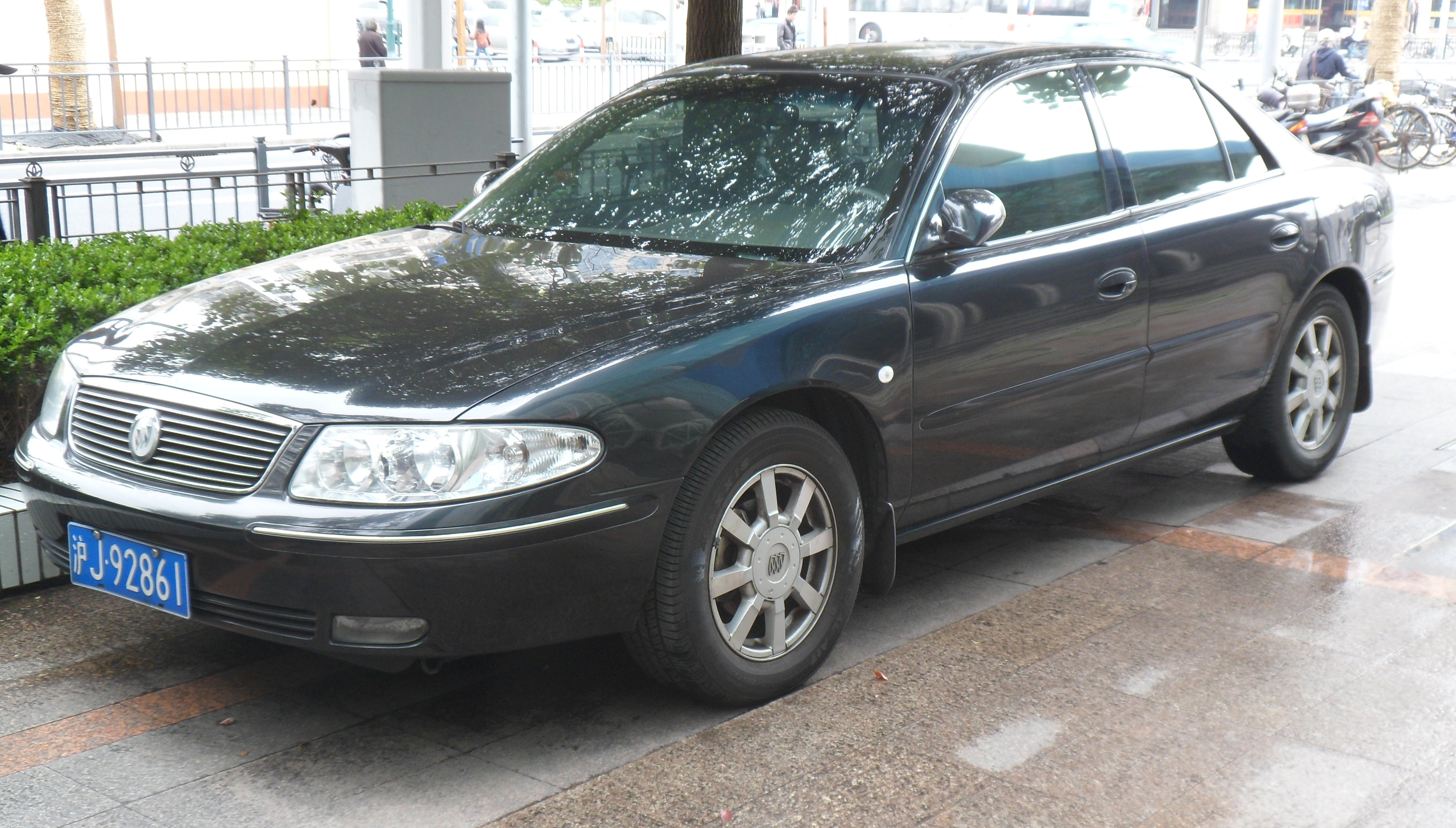
Buick Regal

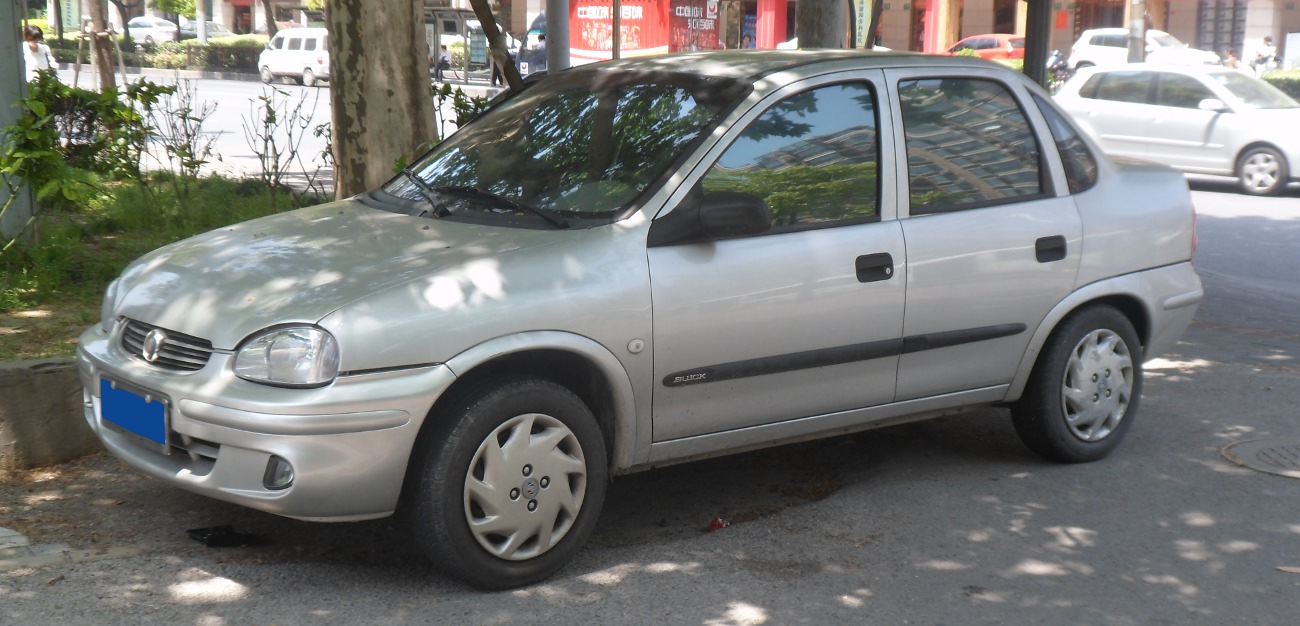
Buick Sail

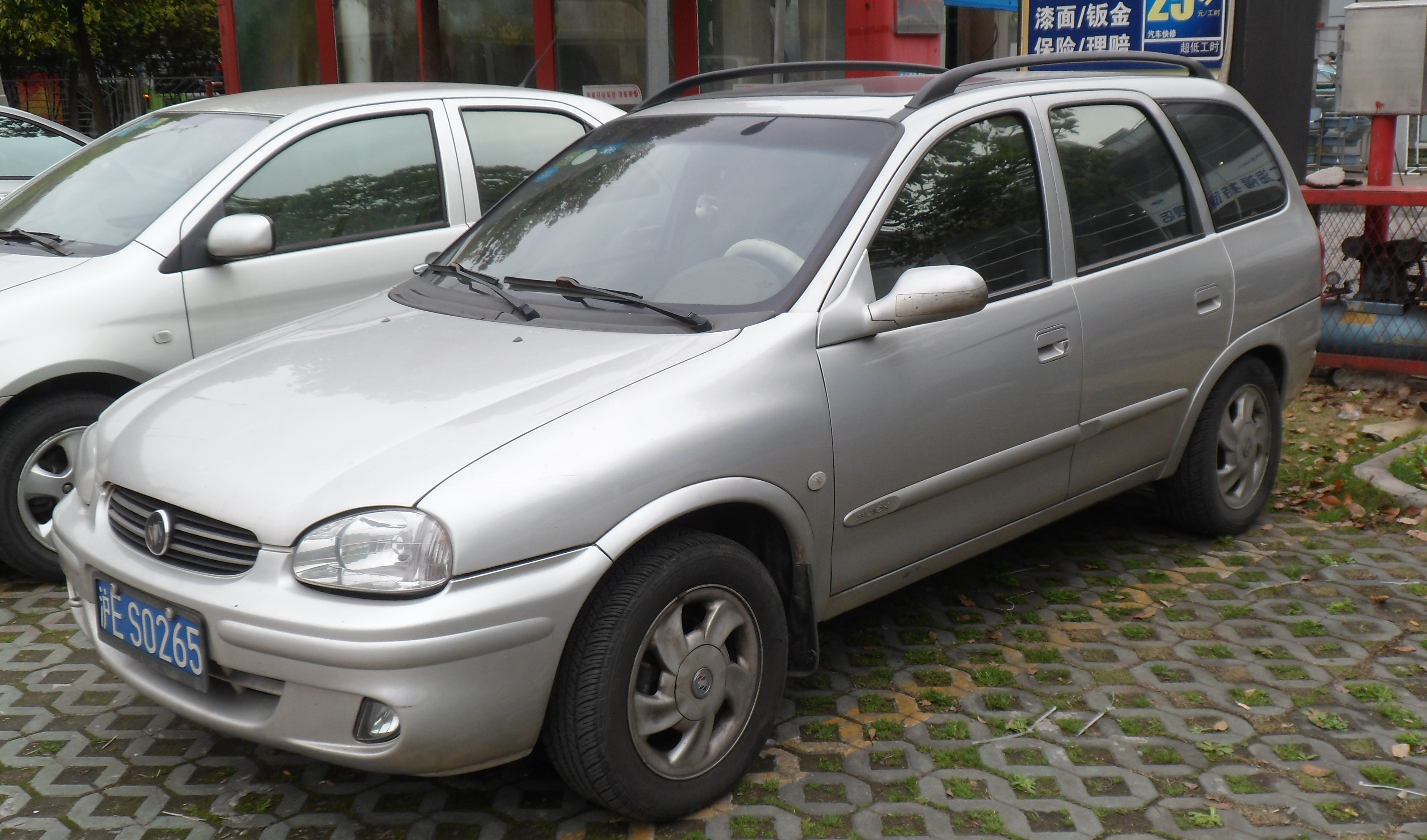
Buick Sail als Kombi

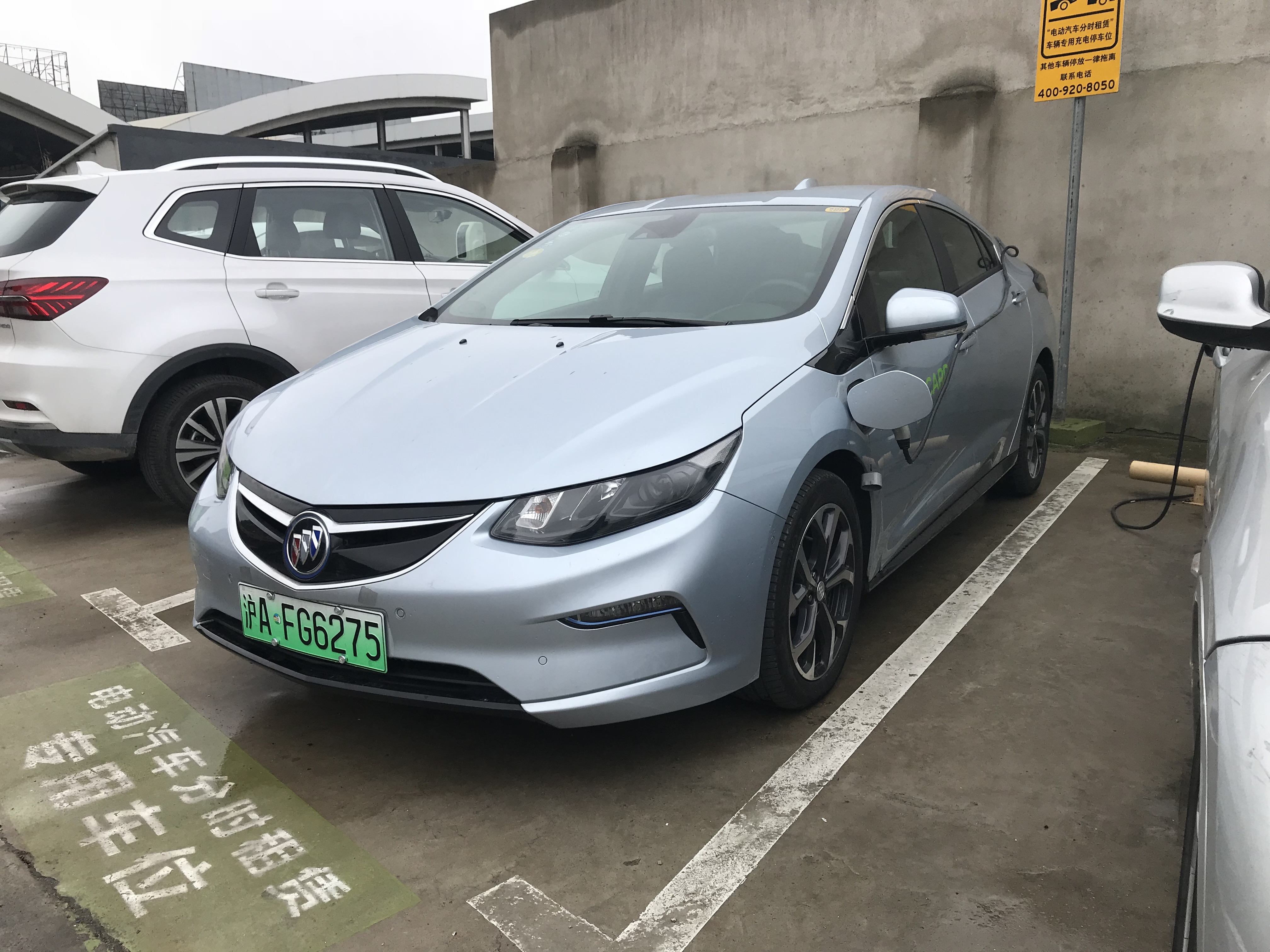
Buick Velite 5

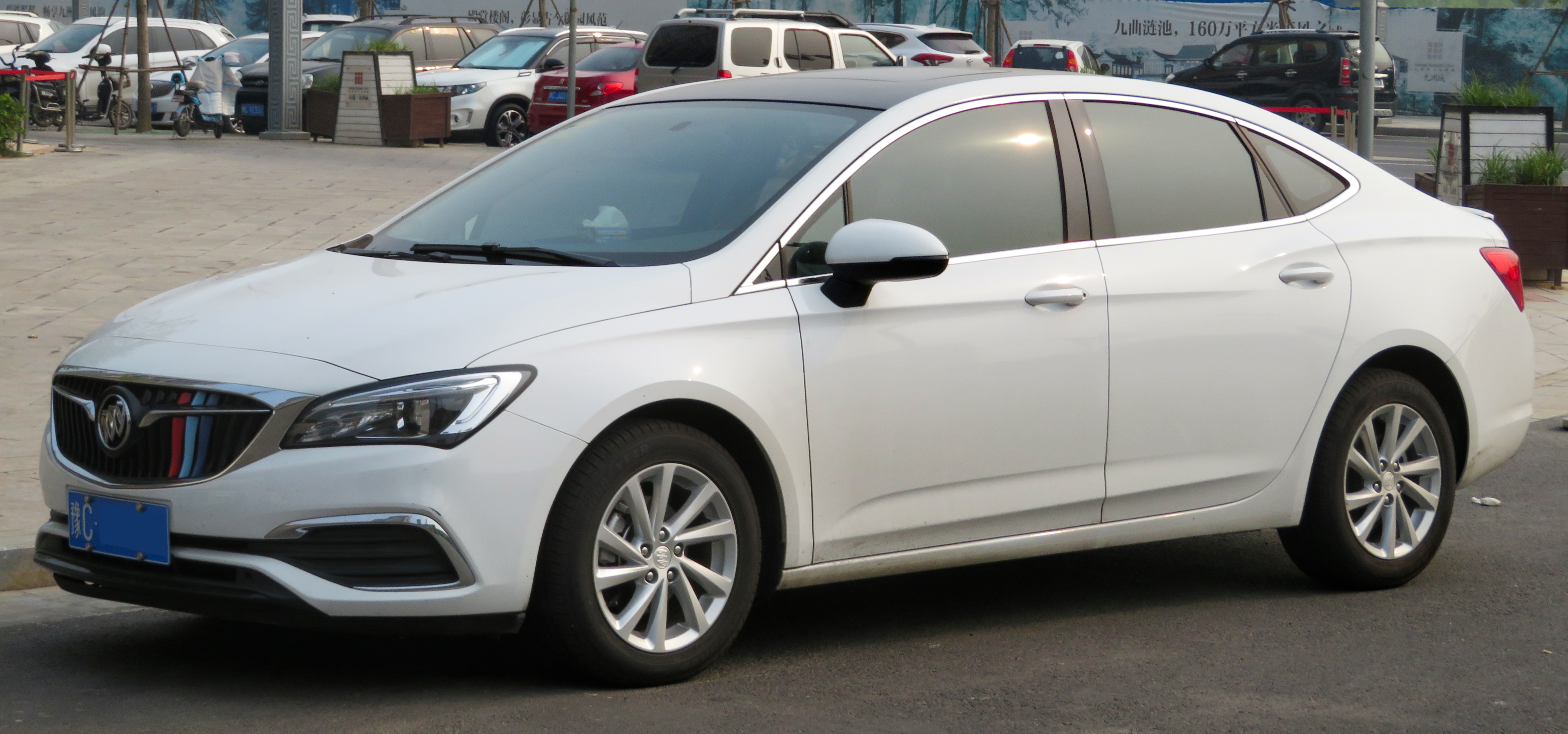
Buick Verano

Buick ist eine Automarke aus der Volksrepublik China. Sie gehört, wie auch die US-amerikanische Automarke Buick, zum US-amerikanischen Automobilkonzern General Motors.

## Markengeschichte
SAIC General Motors aus Shanghai verwendet diese Marke seit 1998 für Automobile. Inhaber der Markenrechte an Buick ist weiterhin General Motors. Im Juni 2022 wurde der Wandel zur reinen Elektroauto-Marke bis zum Ende des Jahrzehnts angekündigt. Die künftigen Modelle werden unter dem Label Electra vermarktet und nutzen die Ultium-Plattform von General Motors. In diesem Zuge wird auch das Emblem verändert. Die drei Schilde werden nun mehr stilisiert und auf gleicher Höhe nebeneinander ohne Chromumrandung angeordnet.

## Fahrzeuge
Das erste Modell war der Century. Die Teile dazu lieferte Buick aus Amerika. 2001 folgte der Sail, ein Stufenheck-Ableger des Opel Corsa B. 2003 erschien der Excelle, der auf dem Daewoo Lacetti basierte.
Für die folgenden Modelle aus chinesischer Produktion sind Zulassungen in China überliefert:
- Electra E4 (seit 2023)[2]
- Electra E5 (seit Dezember 2022)[3]
- Electra Encasa (ab 2025)[4]
- Electra L7 (ab 2025)[5]
- Enclave (seit November 2019) etwas kleiner als der amerikanische Buick Enclave[6]
- Encore (2012–2023) 1. Generation entspricht Opel Mokka A[7]
- Encore GX (seit Juli 2019)[8]
- Envision (2014–2021)[9]
- Envision Plus (seit 2021)[10]
- Envision S (seit Juli 2020)[11]
- Envista (seit 2022)[12]
- Excelle (2003–2023) ähnlich Roewe i5[13]
- Excelle GX Wagon (2017–2021) Kombi des Excelle[14]
- Excelle HRV (2008–2009)[15]
- Excelle HRV Wagon (2008–2009)[16]
- Excelle XT und GT (2010–2023) anfangs basierend auf dem Opel Astra J; XT hat Schrägheck und GT hat Stufenheck[17]
- GL6 (2017–2023) basiert auf Opel Zafira[18]
- GL8 (seit 2001) erste Generation ähnelte Pontiac Trans Sport[19]
- LaCrosse (seit 2006)[20]
- Park Avenue (2007–2014) Nachfolger des Royaum, ähnelt Chevrolet Caprice und Pontiac G8[21]
- Regal (seit 2003)[22]
- Royaum (2005–2006)[23]
- Velite 5 (April 2017–April 2019) entspricht Chevrolet Volt mit Hybridantrieb[24]
- Velite 6 (seit Dezember 2018) wahlweise mit Hybrid- oder Elektromotor[25]
- Velite 7 (2020–2023)[26]
- Verano (2015–2021) Schrägheck basiert auf Opel Astra K, während die Limousine etwas größer ist als der amerikanische Buick Verano[27]
- Verano Pro (seit 2021)[28]

## Verkaufszahlen in China
Nachstehend die Verkaufszahlen dieser Marke in China.
| Jahr | Pkw-Verkaufszahl |
| ---- | ---------------- |
| 2001 | 9.983            |
| 2002 | 17.801           |
| 2003 | 149.509          |
| 2004 | 194.214          |
| 2005 | 248.401          |
| 2006 | 304.229          |
| 2007 | 332.399          |
| 2008 | 259.290          |
| 2009 | 436.311          |
| 2010 | 531.973          |
| 2011 | 629.785          |
| 2012 | 679.725          |
| 2013 | 799.213          |
| 2014 | 917.017          |
| 2015 | 1.065.452        |
| 2016 | 1.229.804        |
| 2017 | 1.223.517        |
| 2018 | 1.057.452        |
| 2019 | 871.506          |
| 2020 | 926.532          |
| 2021 | 828.432          |
| 2022 | 653.122          |